# 麥可·蘇克西
麥可·蘇克西（英語：Michael Sucsy，1973年2月14日—），美國男導演、編劇和製片人。2009年憑HBO電視電影《灰色花園》而贏得了黃金時段艾美獎最佳電視電影。

## 早期生活
蘇克西成長於康乃狄克州和紐約市，並曾畢業於迪爾菲爾德學院和喬治城大學的艾德蒙·A·華許外事學院，且還在藝術中心設計學院中獲得了藝術碩士的學位。

## 個人生活
蘇克西是名已出櫃的同性戀。
39歲生日的蘇克西於2012年2月14日與他的室內設計師男友戴米里·斯古爾阿基斯（Demitri Sgourakis）訂婚。2015年8月15日，他們在紐約州蒙托克海岸的午夜漫步者（Midnight Rambler）帆船上結婚。

## 作品列表
- 2009：《灰色花園》（電視電影；導演、故事和執行製片人）
  - 黃金時段艾美獎最佳電視電影（英语：Primetime Emmy Award for Outstanding Television Movie）
  - 提名-黃金時段艾美獎迷你影集、電視電影或劇情類節目最佳導演（英语：Primetime Emmy Award for Outstanding Directing for a Limited Series, Movie, or Dramatic Special）
  - 提名-黃金時段艾美獎迷你影集、電視電影或劇情類特別節目最佳編劇（英语：Primetime Emmy Award for Outstanding Writing for a Limited Series, Movie, or Dramatic Special）
- 2012：《愛·重來》（導演）
- 2018：《每，一天（英语：Every Day (2018 film)）》（導演）
- 2020：《漢娜的遺言》（電視劇；導演；2集）

## 外部連結
- 麥可·蘇克西在互联网电影资料库（IMDb）上的資料（英文）
- Michael Sucsy: Inspiration in Squalor: How I "Rebuilt" Grey Gardens（页面存档备份，存于）
- Independent Media: Michael Sucsy（页面存档备份，存于）
- Out Magazine Top 100
- Grey Gardens Official Website（页面存档备份，存于）